# Purpurmåra
Purpurmåra (Asperula purpurea) är en måreväxtart som först beskrevs av Carl von Linné, och fick sitt nu gällande vetenskapliga namn av Friedrich Ehrendorfer. Purpurmåra ingår i släktet färgmåror, och familjen måreväxter.

## Underarter
Arten delas in i följande underarter:
- A. p. apiculata
- A. p. purpurea